# Calceolaria nudicaulis
Calceolaria nudicaulis är en toffelblomsväxtart som beskrevs av George Bentham. Calceolaria nudicaulis ingår i släktet toffelblommor, och familjen toffelblomsväxter. Inga underarter finns listade i Catalogue of Life.